# 主任大臣
主任大臣（日语：／）是日本政府中，負責分擔管理內閣各機關、各省行政事務的「部門首長」，即為內閣總理大臣與其他國務大臣（內閣法第3條第1項等）。在學術上，為了與國務大臣做出區別，又稱為行政大臣。內閣總理大臣以外的主任大臣中，擔任「各省首長」的大臣又稱各省大臣，即各國的部長。
「主任大臣」的另一個類似用語為「主務大臣」。主務大臣是指主管官廳行政事務執行的大臣。換句話說，「主任大臣」是組織上的機關首長，「主務大臣」則是事務面上具有行政事務主管權限的大臣。一個機關的「主任大臣」只有一人，但負責行政事務的「主務大臣」則可以有多人。
另外，「主任大臣」的反義詞是「無任所大臣」。無任所大臣在學術上是指與「主任大臣」相反，不分擔管理行政事務的國務大臣（內閣法第3條第2項，狹義的無任所大臣）。

## 概要
「主任大臣」依日本國憲法第74條規定，為「主任的國務大臣」。「主任的國務大臣」包含內閣總理大臣。內閣法第3條第1項規定「主任大臣負責分擔管理行政事務」。依國家行政組織法5條1項，「各省首長與各省大臣，依據內閣法（昭和二十二年法律第五號）作為主任大臣，各自分擔管理行政事務。」。各機關「主任大臣」由各機關設置法及根據法訂定。
主任大臣的職位是伴隨著內閣總理大臣及各省大臣，因此不會另外發出「主任大臣」的任命或辭令。
「主任大臣」不在時，需有正式的「臨時代理」（內閣法第9條、第10條）。內閣總理大臣的臨時代理稱為「內閣總理大臣臨時代理」，各省大臣的臨時代理稱為「○○大臣臨時代理」，皆由其他國務大臣出任。若是非為「主任大臣」的大臣不在時，不須立臨時代理，但慣例上會設有「事務代理」（內閣總理大臣親自代理的時候稱為「事務處理」），由其他國務大臣執行職務。

## 職責與權限

### 行政事務的分擔管理
「主任大臣」分擔管理行政官廳的行政事務，為行政事務的責任者，對於管理機關的人事、會計、組織營運等擁有完全職責。
「主任大臣」需在其管理的機關行政相關法律及政令上署名，並由內閣總理大臣連署。其署名是要確立法律及政令的執行責任。
內閣法規定「內閣透過閣議行使職權。」（4條1項），「閣議由內閣總理大臣主持。」（同條2項前段）。「內閣總理大臣可針對內閣重要政策基本方針等案件提議。」（同條2項後段），「各大臣無論案件內容皆可向內閣總理大臣提出於閣議討論。 」（同條3項）。此時的「各大臣」不限於「主任大臣」，而是全體國務大臣。換句話說，全體國務大臣無論案件內容皆可提出閣議請議（尋求閣議）。
但是在實務上，「主任大臣會依其分擔管理事務的相關案件提出閣議請議」，「主任大臣以外的國務大臣不對其案件提出閣議請議。」。

### 署名方法
法律、政令結尾的署名有以下原則。
- 與該法律、政令相關的主任大臣以「○○大臣」的頭銜署名，內閣總理大臣於最後處連署。署名順序依建制順（日语：建制順）（國家行政組織法上的順序）。若是與該法律、政令相關的主任大臣只有一人，則署名區只有該主任大臣與總理兩人。

- 內閣總理大臣本身是與該法律、政令有關的主任大臣，內閣總理大臣為署名順第一人。此時省略最後的連署。若是與該法律、政令相關的主任大臣只有內閣總理大臣，則只有總理一人的署名。
- 頭銜不使用「主任大臣」。
- 在內閣法上，臨時代理是由「同內閣的國務大臣協助」，因此臨時代理署名時，一律以「○○大臣臨時代理」（換行）加上「國務大臣」頭銜署名，而不用其職名（法務大臣、內閣府特命擔當大臣等）。若是內閣總理大臣擔任臨時代理，則「國務大臣」改為「內閣總理大臣」。

（署名舉例）
```
　　　　總務大臣　北海　次雄
　　　　法務大臣　青森　三夫
財務大臣臨時代理
　　內閣總理大臣　秋田　太郎
　　厚生勞動大臣　岩手　七子
農林水產大臣臨時代理
　　　　國務大臣　山形　九助
　　經濟產業大臣　山形　九助
　　國土交通大臣　宮城十兵衛
防衛大臣臨時代理
　　　　國務大臣　福島十四吉　
　　內閣總理大臣　秋田　太郎

```

## 主任大臣一覧
現在，內閣的「主任大臣」如下。除各府省等。内閣依特定法律設置的「本部」等也有「主任大臣」。
| 負責機關         | 主任大臣     | 根據法                       | 現職       |
| ---------------- | ------------ | ---------------------------- | ---------- |
| 內閣官房         | 內閣總理大臣 | 內閣法第23條                 | 岸田文雄   |
| 內閣法制局       | 內閣總理大臣 | 內閣法制局設置法第7條        | 岸田文雄   |
| 國家安全保障會議 | 內閣總理大臣 | 國家安全保障会議設置法第13條 | 岸田文雄   |
| 内閣府           | 內閣總理大臣 | 內閣府設置法第6條第2項       | 岸田文雄   |
| 復興廳           | 內閣總理大臣 | 復興廳設置法第6條第2項       | 岸田文雄   |
| 總務省           | 總務大臣     | 國家行政組織法第5條第1項     | 金子恭之   |
| 法務省           | 法務大臣     | 國家行政組織法第5條第1項     | 古川禎久   |
| 外務省           | 外務大臣     | 國家行政組織法第5條第1項     | 林芳正     |
| 財務省           | 財務大臣     | 國家行政組織法第5條第1項     | 鈴木俊一   |
| 文部科學省       | 文部科学大臣 | 國家行政組織法第5條第1項     | 末松信介   |
| 厚生勞動省       | 厚生勞動大臣 | 國家行政組織法第5條第1項     | 後藤茂之   |
| 農林水產省       | 農林水產大臣 | 國家行政組織法第5條第1項     | 金子原二郎 |
| 經濟產業省       | 經濟產業大臣 | 國家行政組織法第5條第1項     | 萩生田光一 |
| 國土交通省       | 國土交通大臣 | 國家行政組織法第5條第1項     | 齊藤鐵夫   |
| 環境省           | 環境大臣     | 國家行政組織法第5條第1項     | 山口壯     |
| 防衛省           | 防衛大臣     | 國家行政組織法第5條第1項     | 岸信夫     |

人事院雖是行政機關但沒有主任大臣。
| 名稱                             | 根據法                                                                                                  | 備註 |
| -------------------------------- | --- | --- |
| 構造改革特別區域推進本部         | 構造改革特別區域法（平成14年12月18日法律第189號）                                                       | 集中和整體性執行構造改革的必要施政（同法37條）。 |
| 高度情報通信網路社會推進戰略本部 | 高度情報通信網路社會形成基本法（平成12年12月6日法律第144號）                                            | 迅速且集中推動高度情報通信網路社會形成的相關施政（同法25條）。本部愛稱「IT戰略本部」                                                                 |
| 地域再生本部                     | 地域再生法（平成17年4月1日法律第24號）                                                                  | 全面且有效地推動地域再生相關政策（同法24條）。 |
| 地球溫暖化對策推進本部           | 地球溫暖化對策推進相關法律（平成10年10月9日法律第117號）                                                | 全面且系統性地推動地球暖化對策（同法10條）。 |
| 知的財產戰略本部                 | 知的財產基本法（平成14年12月4日法律第122號）                                                            | 集中和整體性地推動智慧財產相關政策（同法24條）。 |
| 中心市街地活性化本部             | 中心市街地活性化相關法律（平成10年6月3日法律第92號）                                                    | 全面且有效地推動中心市街地活性化相關政策（同法66條）。                                                                                               |
| 都市再生本部                     | 都市再生特別措置法（平成14年4月5日法律第22號）                                                          | 迅速且集中推動都市再生相關政策（同法3條）。 |
| 郵政民營化推進本部               | 郵政民營化法（平成17年10月21日法律第97號）                                                              | 2017年（平成29年）9月30日解散。 |
| 事態對策本部                     | 武力攻擊事態等及存立危機事態之下確保我國和平與獨立及國家和國民安全相關法律（平成15年6月13日法律第79號） | 「事態對策本部」僅在「武力攻擊事態等及存立危機事態」時實施「武力攻撃事態等的對處基本方針」（對處基本方針）。對處基本方針廢止時，對策本部也隨之廢止。 |
| 道州制特別區域推進本部           | 道州制特別區域廣域行政推進相關法律（平成18年12月20日法律第116號）                                       | 全面且有效地推動廣域行政相關政策（同法20條）。2007年（平成19年）1月26日設置。負責擬定道州制特別區域基本方針（案）。                                  |
| 綜合海洋政策本部                 | 海洋基本法（平成19年4月27日法律第33號）                                                                 | 集中和整體性地推動海洋相關政策（同法29條）。 |
| 宇宙開發戰略本部                 | 宇宙基本法（平成20年5月28日法律第43號）                                                                 | 全面且系統性地推動宇宙開發利用相關政策（同法25條）。                                                                                                 |
| 国家公務員制度改革推進本部       | 国家公務員制度改革基本法（平成20年6月13日法律第68號）                                                   | 全面且集中推動國家公務員制度改革（同法13條）。 |
| 綜合特別區域推進本部             | 綜合特別區域法（平成23年6月29日法律第81號）                                                             | 全面且集中推動綜合特別區域相關政策以強化產業國際競争力與地域活性化（同法59條）。                                                                     |
| 國土強韌化推進本部               | 為實現堅強與柔韌的國民生活加強防災、減災等國土強韌化基本法（平成25年12月11日法律第95號）                | 全面且系統性地推動國土強韌化相關政策（同法15條）。                                                                                                   |
| 社會保障制度改革推進本部         | 確立可持續性社會保障制度的改革推進相關法律（平成25年12月13日法律第112號）                               | 確立受益與負擔均衡的可持續性社會保障制度（同法7條）。                                                                                                |
| 水循環政策本部                   | 水循環基本法（平成26年4月2日法律第16號）                                                                | 全面且集中推動水循環相關政策（同法22條）。 |
| 健康、醫療戰略推進本部           | 健康、醫療戰略推進法（平成26年4月30日法律第48號）                                                       | 推動健康、醫療戰略（同法20條）。 |
| 網路安全戰略本部                 | 網路安全基本法（平成26年11月12日法律第104號）                                                           | 全面且有效地推動網路安全相關政策（同法24條）。 |
| 町、人、工作創生本部             | 町、人、工作創生法（平成26年11月28日法律第136號）                                                       | 推動町、人、工作創生綜合戰略（同法11條）。 |
| 東京奧運、東京殘奧推進本部       | 平成三十二年東京奧運、東京殘奧特別措置法（平成27年6月3日法律第33號）                                    | 全面且集中推動大會順利準備及營運相關政策（同法2條）。平成33年3月31日結束（同法10條）。                                                               |
| 特定複合觀光設施區域整備推進本部 | 特定複合觀光設施區域整備推進相關法律（平成28年12月26日法律第115號）                                     | 全面且集中推動特定複合觀光設施區域整備（同法14條）。                                                                                                 |
| 博弈等依存症對策推進本部         | 博弈等依存症對策基本法（平成30年7月13日法律第74號）                                                     | 全面且有計畫地推動博弈等成癮對策（同法24條）。 |

若是內閣設置的「本部」，其成立沒有法律依據，則不設「主任大臣」。例如，2006年（平成18年）9月29日閣議決定設置的綁架問題對策本部與2006年（平成18年）10月27日內閣總理大臣裁決設置的亞洲門戶戰略會議等。

## 外部連結
- 各本部、會議的活動資訊（內閣官房網站）（页面存档备份，存于）
- 政策會議等的活動資訊（首相官邸網站）